# Robinia (soort)
Robinia (Robinia pseudoacacia), acacia, witte acacia of valse acacia is een boom die behoort tot de onderfamilie Faboideae in de vlinderbloemenfamilie. De wetenschappelijke naam van de soort werd in 1753 gepubliceerd door Linnaeus in Species plantarum. De naam 'pseudoacacia' nam hij over van Joseph Pitton de Tournefort en Mark Catesby.
Deze boom is een exoot in West-Europa en kan door uitbundige groei de biodiversiteit verstoren, in België en Nederland wordt woekering daarom zo nodig bestreden. De boom is in de bloeitijd een uitbundige nectarleverancier voor insecten.

## Naam
De van oorsprong Noord-Amerikaanse boomsoort is genoemd naar Jean Robin, lijfarts van koning Hendrik IV van Frankrijk. Deze plantte in 1601 een robinia in de tuin van het Louvre in Parijs.
Robinia pseudoacacia verwijst enerzijds naar Jean Robin en anderzijds naar de acacia. Acacia komt van het Griekse akis: doorn. Robinia pseudoacacia behoort niet tot het geslacht Acacia maar lijkt er op door het bezit van scherpe doornen op de takken. Vandaar de soortaanduiding "pseudoacacia" of wel valse acacia.

## Groei en kenmerken
De standplaats van de robinia is niet erg vochtig. De soort gedijt goed op kalkrijke löss en leemhoudende zandgrond, maar doet het ook goed op lichte kleigrond. Daar is de robinia een snelle groeier: jaarlijks tot een meter in de hoogte en een centimeter in de dikte. Er bestaan ook minder snel groeiende cultivars. Uiteindelijk groeit de boom tot 30 m hoog en 50 cm dik. De boom kan 200 jaar oud of meer worden. Exemplaren ouder dan 250 jaar zijn zeldzaam.

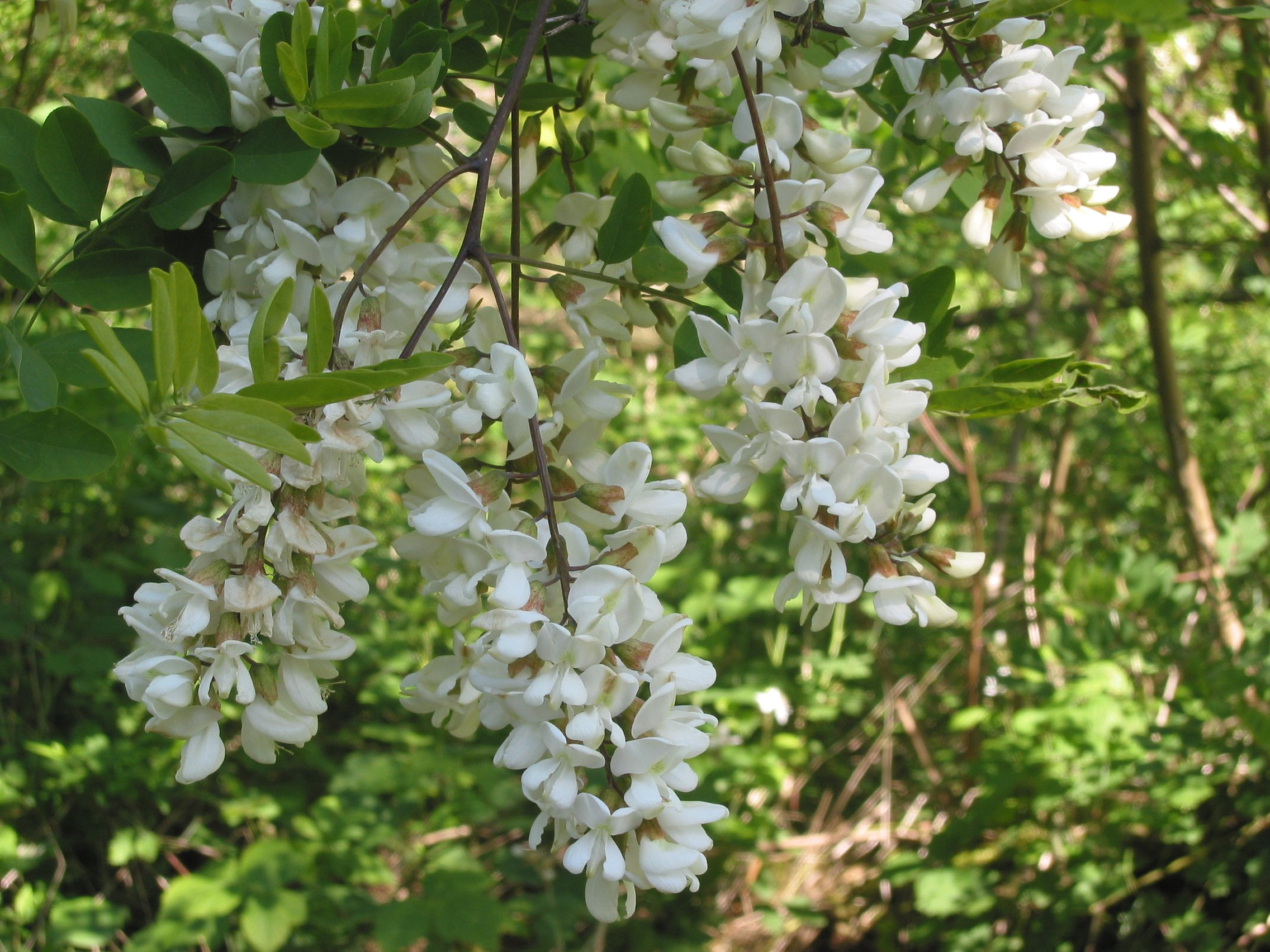
Bloeiwijze

De stam van de robinia heeft diepe groeven. Meerstammigheid komt vaak voor. De jonge takken zijn kaal en hebben scherpe stekels. De bladeren zijn oneven geveerd en tussen de 15 en 20 cm lang. Ze ontplooien zich vrij laat in het voorjaar (mei) en hebben 7 tot 19 eironde, gaafrandige blaadjes. Aan de voet van de bladsteel zitten 2 doornen.
De boom bloeit in mei, juni en juli, van vlak vóór tot vlak na het ontvouwen van de bladen. De bloemen zijn wit en vormen 10 tot 20 cm lange, sterk geurende trossen hoog in de kroon. De nectar kan 35 tot 59% suiker bevatten waardoor de boom veel bijen lokt. De acaciahoning is vloeibaar en geurig.
In het najaar blijven 5 tot 15 cm lange kale peulen met zaden aan de boom hangen. De kleine, harde zaden kunnen tot 30 jaar later nog kiemen.
Het wortelstelsel is breed en oppervlakkig maar heeft ook een penwortel. Hierdoor staat de robinia zeer stevig in de grond en vermindert hij erosie op hellingen. Als de wortelloten doorgroeien, kan de boom meerstammig worden. Voor dat doel werd hij veelvuldig aangeplant op spoorwegbermen. De wortels hebben stikstofwortelknolletjes met bacteriën van het geslacht Rhizobium die zorgen voor groeibevorderende stikstof, een vorm van mutualistische symbiose.

## Gebruik
Robinia wordt als parkboom veel in steden aangeplant omdat hij niet alleen als een aantrekkelijke verschijning met mooie bloemen wordt gezien, maar ook goed bestand is tegen allerlei vormen van vervuiling.
De bloemen van de robinia leveren nectar, dat door bijen wordt verwerkt tot acaciahoning. De bloemen worden gebruikt voor de bereiding van jam of om ze door meel te halen en dan licht te bakken. De bloemen worden ook gebruikt voor het maken van parfum.

## Giftigheid
Behalve de bloemen zijn alle bestanddelen, maar vooral de schors, jonge twijgjes en zaden giftig, vooral voor paarden. Bij het bewerken van het hout kan stof vrijkomen dat leidt tot misselijkheid, hoofdpijn en braakneigingen. Het kan leiden tot verwijde pupillen, braken en diarree.

## Hout
(zie ook de houtsoort, Robinia)
Als productieboom levert hij hardhout van duurzaamheidsklasse 1 met een zeer hoge weerstand tegen aantasting door insecten en rot. Voor een nog hogere weerstand wordt het hout soms bewerkt met speciale soorten olie, zoals bij andere soorten hardhout ook wel gebeurt. Het kernhout van de robinia is bruinig tot groenig geel, het spinthout is wit en slechts enkele jaarringen dik.
Er is in Nederland met robinia een netto economische opbrengst van zaaghout mogelijk na minimaal 30 à 35 jaar. Er zijn tussenopbrengsten uit dunningen mogelijk van paalhout. Het paalhout rot niet snel en is duurzamer dan sommige soorten geïmpregneerd hout. De robinia heeft echter een grillige groei en de snoei is daardoor arbeidsintensief vakwerk.
Reeds vroeg werd robiniahout vanwege zijn duurzaamheid gewaardeerd als steun voor wijnranken en vanwege zijn hardheid en sterkte (robinia is sterker dan eik) als grondstof voor wielspaken, laddersporten, houten kamwielen, nagels, pinnen en meubels, met name tuinmeubels; tegenwoordig ook wel voor speeltoestellen (buiten).. Sinds het Europees importverbod voor niet duurzaam geteeld tropisch hardhout uit 2000 gaat het ook de concurrentie aan met soorten als teak en meranti. Grote robinia-plantages zijn er in Polen, Slowakije en vooral Hongarije. Robinia is het meest duurzame hout dat in West-Europa kan groeien. Het hout is, vanwege de grillige groei, moeilijk in grotere maten te krijgen. Daarnaast vereist het zorgvuldige droging omdat het nogal werkt, het neigt tot kromtrekken en barsten.

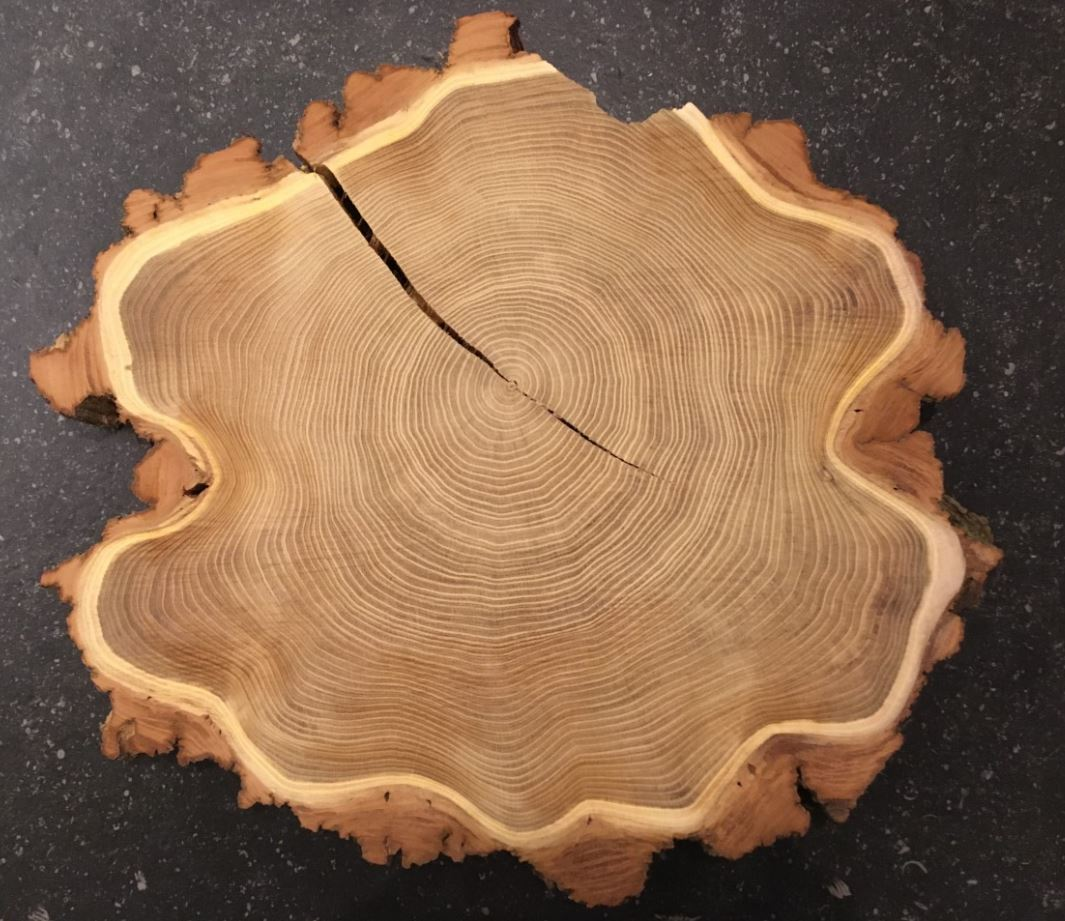
Doorsnede van Robinia

## Ecologie
Robinia is in Europa een exoot en komt inheems voor in Noord-Amerika. Doordat hij snel groeit, een enorme kiemkracht heeft en er massaal nieuwe bomen opschieten vanuit de wortels, is hij invasief en zorgt hij voor bodemverrijking door het afzetten van stikstof in de bodem en daardoor voor verruiging. Hierdoor komen inheemse planten die leven op armere bodems in het gedrang en vermindert de biodiversiteit. Uit natuurbeschermingsoverwegingen wordt de boom dan ook bestreden.

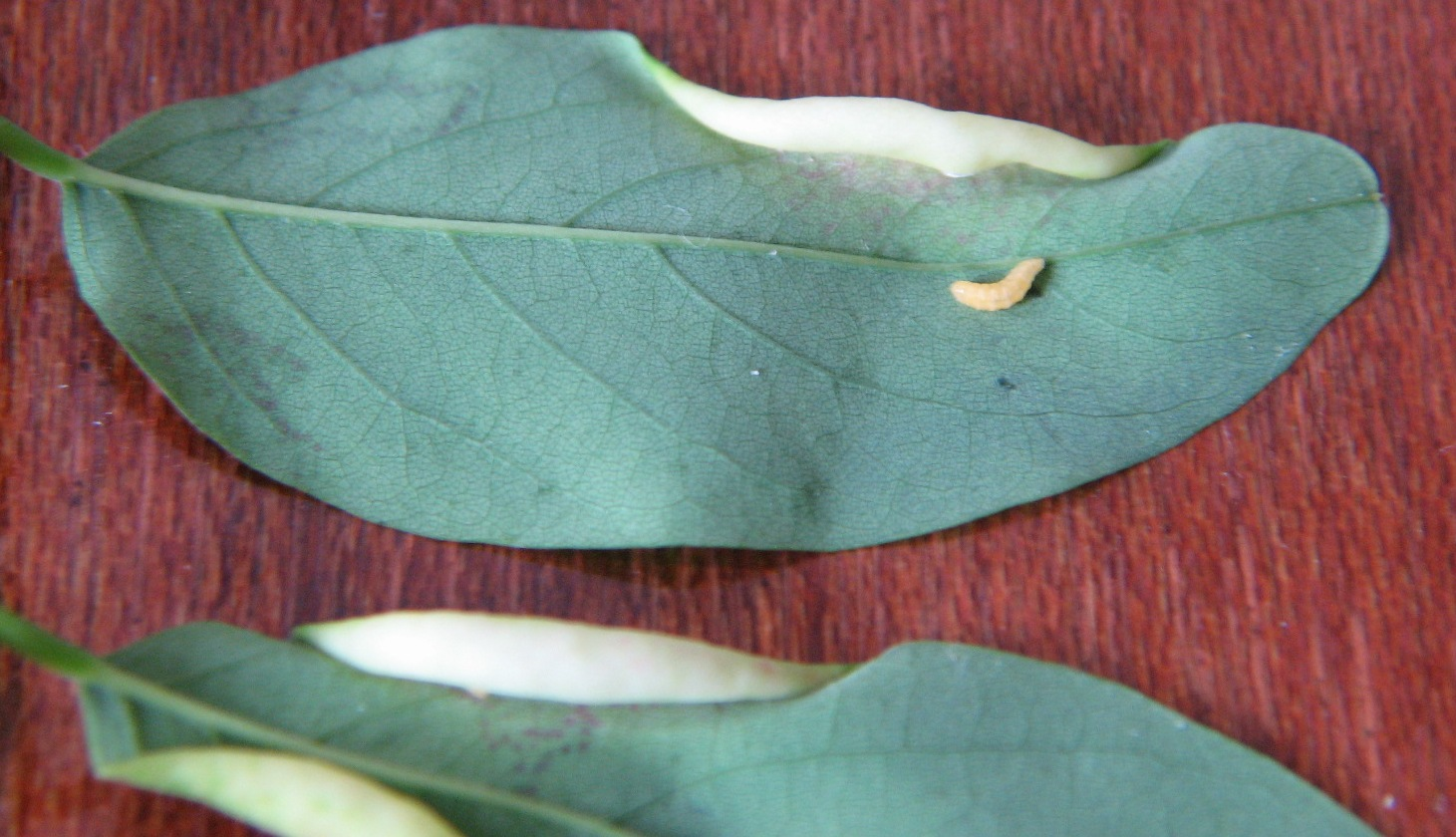
Larve van een galmug

De robiniagalmug (Obolodiplosis robiniae), die het blad van robinia's aantast, is bezig aan een snelle opmars door Europa en Azië. In 2003 werd de soort ontdekt in Italië, sinds 2005 wordt ze gevonden in België en in 2007 werd het insect ook aangetroffen op veel plaatsen in Nederland. Deze parasiet is afkomstig uit Amerika. De bladminerende microvlinder Phyllonorycter robiniella gebruikt robinia ook als waardplant en de microvlinder Epicallima formosella leeft in rottend hout van robinia en voedt zich met zwammen.

## Oudste in Nederland
De robinia bij het Louvre was volgens sommigen niet de eerste robinia in Europa. De boom die nu nog bij kasteel Doorwerth in Gelderland te zien is, zou zijn geplant op 23 januari 1579, ter gelegenheid van de totstandkoming van de Unie van Utrecht. Andere bronnen gaan ervan uit dat de boom in Doorwerth bij de Vrede van Nijmegen in 1678 is geplant. Een bordje bij de boom meldt dat de soort in 1601 door de Fransman Pierre Robin uit het oosten van de Verenigde Staten is meegenomen en niet lang erna in Doorwerth is geplant.